# Museu del Cinema de Riga
El Museu del Cinema de Riga (en letó: Rīgas Kino muzejs) és un museu dedicat al cinema a Riga capital de Letònia. El museu va ser creat el 1988, i és l'únic al país dedicat a aquest art.

## Descripció
La col·lecció del museu inclou 32.000 articles relacionats amb el cinema de Letònia i la història del cinema mundial, incloent equips de cinema, documents, fotografies, jocs i esbossos de vestuari i una col·lecció soviètica rara de cinema amateur letó.
El museu no té una exposició permanent, però les noves exposicions es creen normalment dos cops a l'any per a mostrar importants períodes de la història del cinema de Letònia, i promoure la indústria d'aquest art letó. Des de 2010 és un departament de l'Acadèmia de la Cultura.